# فرديناند من براونشفايغ-فولفنبوتل
فيرديناند دوق برونسويك فولفنبوتل (بالألمانية: Ferdinand von Braunschweig)‏ هو قائد عسكري وأمير بروسي ألماني ودوق براونشفايغ لونيبورغ ولد في يوم 12 يناير 1721، عرف بخدمته ودوره أثناء حرب السنوات السبع، حيث قاد قوات الحلف الأنجلو ألماني في غرب ألمانيا واستطاع طرد القوات الفرنسية من هانوفر.

## بداية حياته
والده هو الدوق فيرديناند ألبرت الثاني، شقيقته هي يوليانا ماريا من براونشفايغ-فولفنبوتل ألتي أصبحت ملكة الدنمارك القرينة بعد زواجها من الملك فريدريك الخامس، كما أصبح نسيب الملك فريدريك الكبير بعد زواج شقيقته منه، وهو أيضاً عم الإمبراطور الروسي إيفان السادس وخال الملك فريدرش فيلهلم الثاني ملك بروسيا. في سنة 1740 أصبح كولونيل في الجيش البروسي، وكان له حضور أثناء معركة مولفيتز ومعركة تشوتوسيتز، وبعد مقتل المارغراف فلهلم في سنة 1744 في براغ، أصبح قائد قوات الملك فريدريك الكبير أثناء معركة سور في سنة 1745. أشتهر أيضاً لدوره أثناء حرب سيليزيا الثانية (1744-1745) ضد الإمبراطورية النمساوية وتمكن من قيادته قواته لأجل السيطرة على سكسونيا وبوهيميا في سنة 1756 خلال حرب السنوات السبع. إشترك معركة روسباخ وأصبح قائد القوات الهانوفرية.
أصبح عضو ماسوني في سنة 1740 ودخل في محفل أم الوطن الكبرى في برلين، وحصل على رتبة سيد ماسوني في سنة 1743 في بريسلاو. أثناء سنوات السلام العشرة بقي قريب عسكرياً من الملك فريدريك، وطور معه قدرات الجيش البروسي وأصبح من أكثر الأصدقاء المقربين للملك.

## حرب السنوات السبع
في بداية الحرب أصبح قائد الوحدات البروسية في دريسدن، وتمكن أثنائها من هزيمة جيش السكسون بيرنا في سنة 1756، وفي معركة لوبوسيتز قاد المشاة البروس إلى براغ. بعد ذلك تم اختياه لقيادة جيش هانوفر وألذي تم دعمه من بريطانيا لأجل حماية غرب ألمانيا. وتمكن من وقت المد الفرنسي إلى ألمانيا خلال تعاونه مع ويليام أغسطس دوق كمبرلاند، حيث قبل أن يكون تحت إمرة الملك جورج الثاني ملك بريطانيا العظمى خلال الحرب. في ربيع 1758 أخرج القوات الفرنسية من الضفة الشرقية لنهر الراين، مما منحه شهرة في بريطانيا مما جعلهم يستمرون بدعم حملته. بعد هذا النصر إحترس الفرنسيون منه بعدما بدأ بتهديد الأراضي المنخفضة النمساوية وشمال إيطاليا، في يونيو حارب الفرنسيين في معركة راينبيرغ وإنتصر عليهم في معركة كريفيلد لكنه فشل في عبور نهر ليبه. في أبريل 1759 هزم أمام الفرنسيين في معركة بيرجن قرب فرانكفورت، لكن بعد حاول مواجهة تقدم الفرنسيين وأعاد تنظيم الجيش وإنتصر عليهم في معركة مندن، هذا النصر أدى لزوال خطر الفرنسيين عن هانوفر. في سنة 1761 إنتصر على الفرنسيين في معركة فيلنغهوسن وفي سنة 1762 إنتصر عليهم في معركة فلهلمستال، وبسبب انتصاراته وكفائته ترك الملك فيرديناند الجبهة الغربية تحت سيطرته فيما ركز هو في الشرق. في نوفمبر 1758 تم ترقيته إلى رتبة مشير، منحه الملك جورج وسام فرسان الرباط.

## سنواته الأخيرة
في سنة 1766 تقاعد عن خدمة الجيش البروسي، لكنه علاقته استمرت بالملك فريدريك، وقاد بدعم الفنون والإعمار في بروسيا، توفي سنة 1792.